# Nîjni Torhaii, Nîjni Sirohozî
Nîjni Torhaii (în ucraineană Нижні Торгаї) este o comună în raionul Nîjni Sirohozî, regiunea Herson, Ucraina, formată numai din satul de reședință.

## Demografie
Componența lingvistică a comunei Nîjni Torhaii
     Ucraineană (68,83%)
     Rusă (18,37%)
     Alte limbi (0,23%)
Conform recensământului din 2001, majoritatea populației comunei Nîjni Torhaii era vorbitoare de ucraineană (68,83%), existând în minoritate și vorbitori de rusă (18,37%).